# Batteria Fondo Versace-Spirito Santo

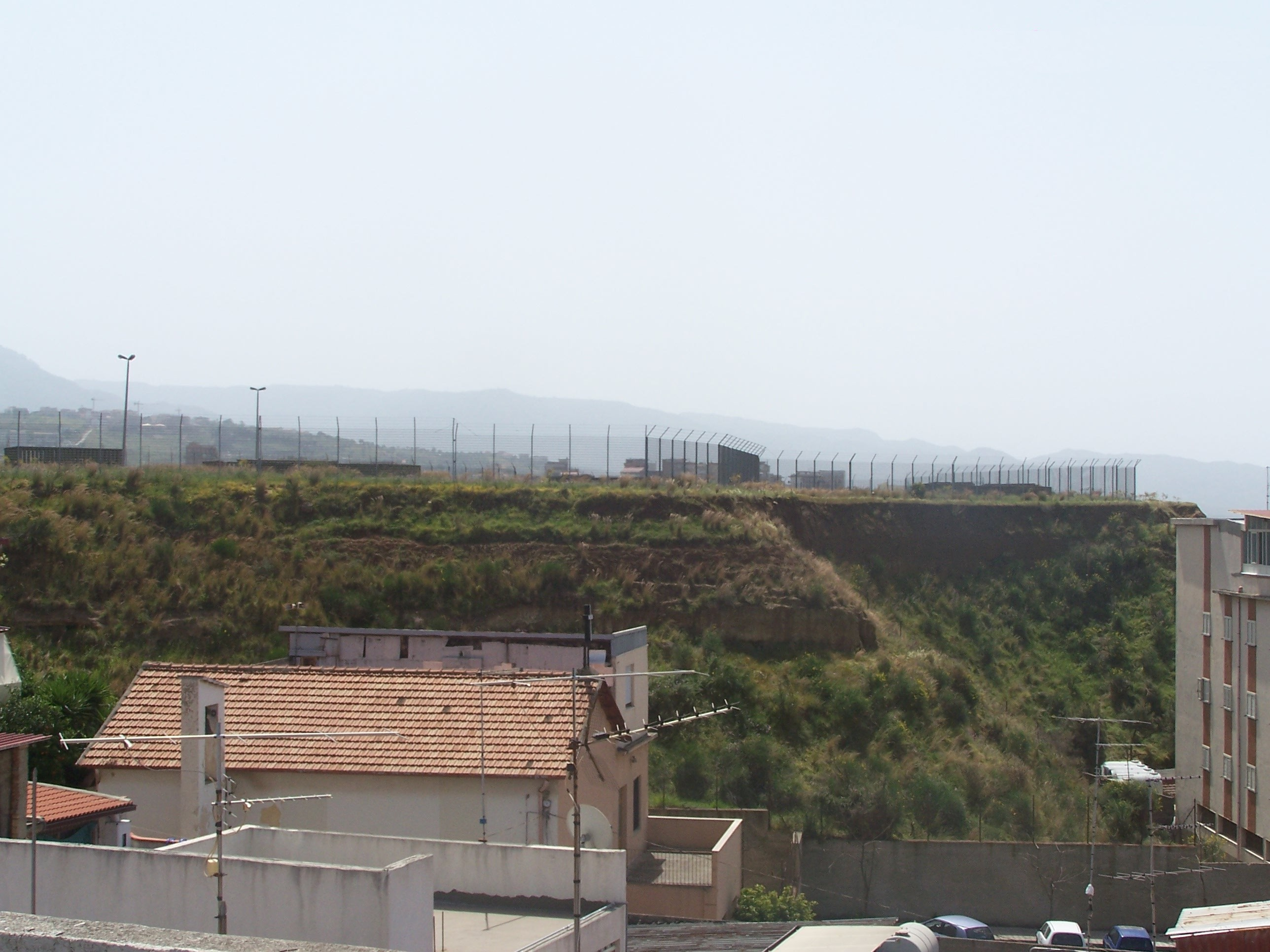
Nordansicht der Batteria Fondo Versace-Spirito Santo in Reggio Calabria

Die Batteria Fondo Versace-Sprito Santo ist eine Festungsanlage aus den 1930er-Jahren auf der Nordseite des Calopinace-Tals in Reggio Calabria in der italienischen Region Kalabrien. Die Anhöhe, auf der die Festung liegt, befindet sich etwa 150 Meter über der Stadt über den Galerien der Autobahntangente von Reggio Calabria in der Nähe der Sprito-Santo-Kreuzung und in der Nachbarschaft des Stadtviertels Fondo Versace. Durch seine Lage dominiert die Batterie den Südteil der Stadt zwischen dem Flüsschen Calopinace und der Punta Pellaro.

## Geschichte und Beschreibung
Die Batterie wurde, wie die anderen Batterien der Stadt, Mitte-Ende der 1930er-Jahre zur Verteidigung des städtischen Territoriums errichtet. Es handelt sich um eine Batterie mit doppelter Leistung und vier halbkreisförmigen Waffenplätzen, auf denen ebenfalls Kanonen 76/40 1916 Regia Marina platziert sind; Unterkünfte und Wachräume sind auch vor Ort vorhanden.
Die Hauptfunktion der Batterie, die von der XIV. Legion Milmart betrieben wurde, war die Luftabwehr und Abwehr von Schiffen.

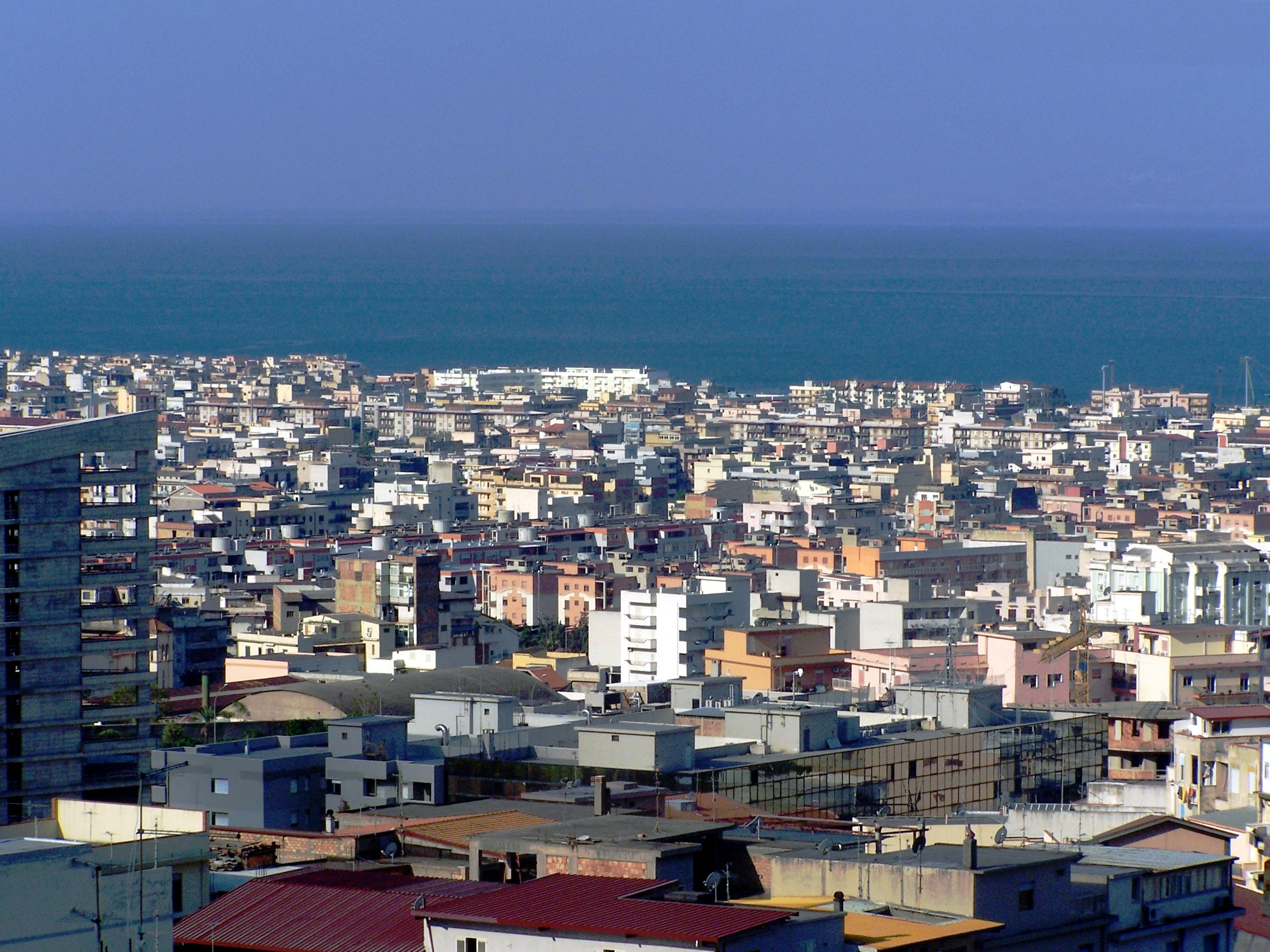
Blick über den Südteil der Stadt von der Batterie aus

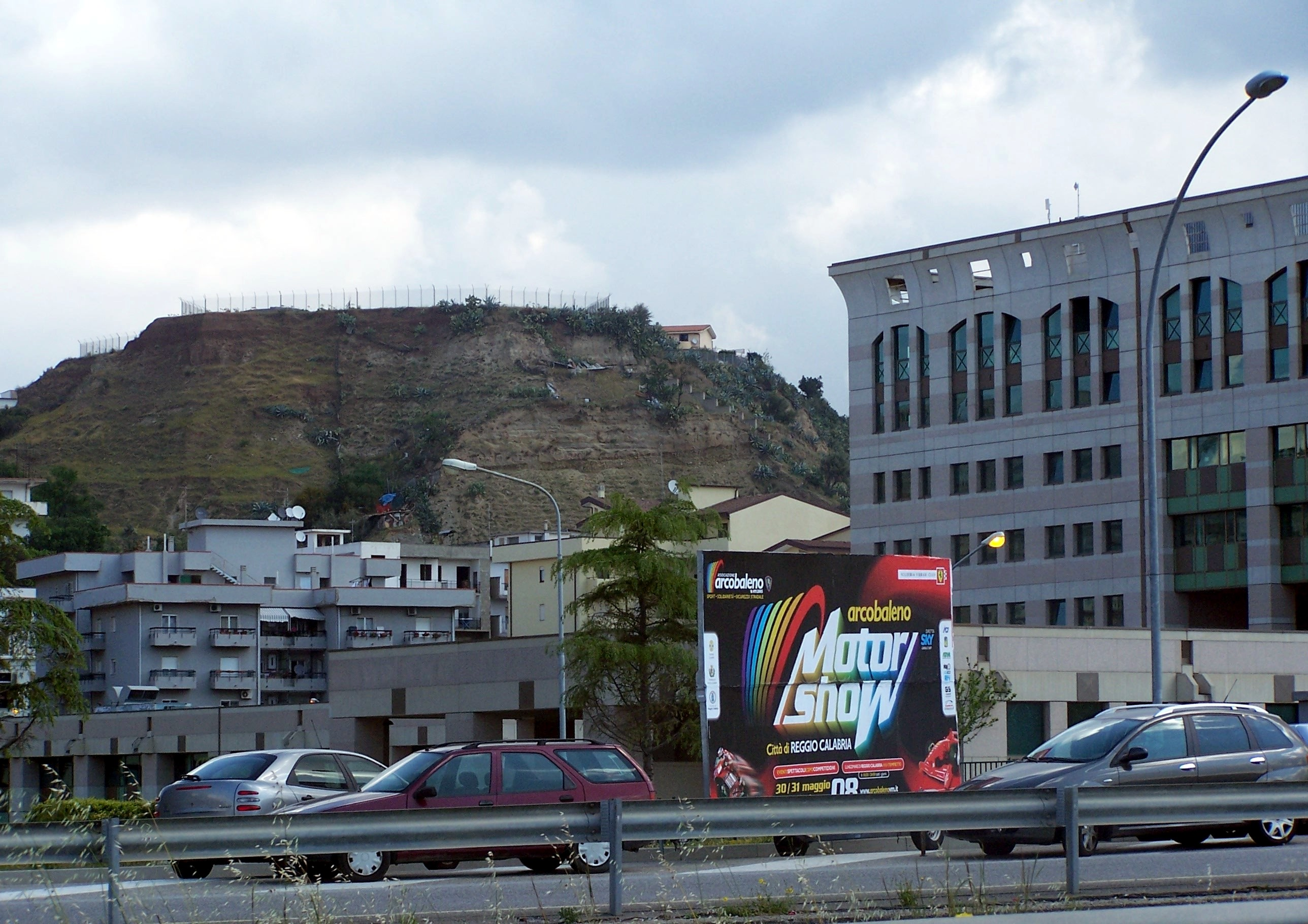
Blick auf die Batterie vom Südteil der Stadt aus, mit dem benachbarten Ce.Dir.

## Sonstiges
An dieser Stelle wurde 40 Jahre lang – bis 2006 – ein Mittelwellensender der RAI betrieben.